# 系爾

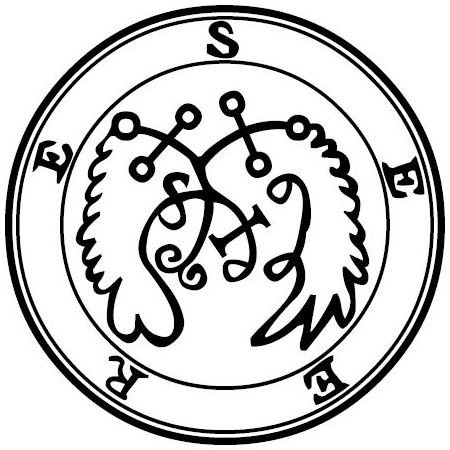
系爾的印記

系爾（英語：Seere）是所罗门七十二柱魔神中排第70位的魔神，別號「祈願貴公子」，受東之王巴力所支配。掌握事務的運行原理，能夠將物體瞬間移動。是骑在飞马上的男子。能在眨眼之间环绕世界。可以搶劫或尋找隱藏的物品，並帶來好運。俊美且天性善良，但性格冷漠。